# Ayuntamiento de Centro (Tabasco)
El Ayuntamiento de Centro es el organismo colegiado que se encarga del gobierno y de la administración del Municipio de Centro, Tabasco, México. 
De acuerdo al artículo 64 de la Constitución Política del Estado de Tabasco, cada municipio del estado es gobernado por un Ayuntamiento de elección popular directa, el cual está integrado por un Presidente Municipal y el número de regidores determinados por la ley electoral. 

## Fundación
Fue creado originalmente como Ayuntamiento de Villa Hermosa, en noviembre de 1808, por disposición del virrey de la Nueva España, Pedro de Garibay. Su instalación se realizó el 1 de enero de 1809.
Poco después de consumado el movimiento de Independencia, en noviembre de 1821, se elige el primer Ayuntamiento Constitucional conforme a la Constitución de 1812, resultando electo como primer alcalde Francisco Betancourt, quien tomó posesión el 1 de enero de 1822.
El 4 de noviembre de 1826, el Ayuntamiento de Villa Hermosa, cambia de nombre por el de Ayuntamiento de San Juan Bautista.
Desde el 4 de octubre de 1883, según la Constitución Política del Estado de Tabasco, Centro es uno de los doce partidos en que se divide el estado y a partir del 18 de diciembre de ese mismo año, según la Ley Orgánica de la División Territorial, Centro constituye uno de los 17 municipios en que se divide el estado de Tabasco.

## Facultades y obligaciones del Ayuntamiento
De acuerdo al artículo 65 con la Constitución Política del Estado de Tabasco, los municipios tienen a su cargo las funciones y servicios públicos siguientes:
- Agua potable, drenaje, alcantarillado, tratamiento y disposición de sus aguas residuales
- Alumbrado Público.
- Limpia, recolección, traslado, tratamiento y disposición final de residuos.
- Mercados y Central de Abasto.
- Panteones.
- Rastros.
- Calles, parques, jardines y su equipamiento.
- Seguridad Pública, en los términos del artículo 21 de la Constitución Política de los Estados Unidos Mexicanos, policía preventiva municipal y tránsito.
- Los demás que las Legislaturas del Estado determinen, según las condiciones territoriales y socioeconómicas de los Municipios, así como su capacidad administrativa y financiera.

De acuerdo con la Ley Orgánica de los Municipios del Estado de Tabasco, algunas de las facultades y obligaciones del Ayuntamiento son:
- Promover y realizar las acciones para el desarrollo integral del Municipio y vigilar la correcta prestación de los servicios públicos municipales.
- Coordinar sus Planes Municipales con los Planes Nacional y Estatal de Desarrollo, Programa Operativo Anual y demás programas municipales, dentro del Sistema Estatal de Planeación Democrática y en el seno del Comité de Planeación para el Desarrollo del Estado de Tabasco.
- Expedir y aplicar, el Bando de Policía y Gobierno, los reglamentos, circulares y demás disposiciones administrativas de observancia general, dentro de sus respectivas jurisdicciones; de manera particular las que organicen las materias, procedimientos, funciones y servicios públicos de su competencia y aseguren la participación ciudadana y vecinal, sujetándose a las reglas.
- Estimar, examinar, discutir y aprobar la iniciativa de Ley de Ingresos Municipales, que será remitida entre el 5 y el 31 del mes de octubre de cada año, a la Legislatura estatal para su aprobación.
- Examinar, discutir y aprobar el presupuesto de egresos sobre la base de sus ingresos disponibles y de conformidad con el Programa Operativo Anual correspondiente y el Plan Municipal de Desarrollo.
- Entregar la Cuenta Pública al Congreso del Estado, por conducto del Órgano Superior de Fiscalización, a más tardar el 30 de abril del año siguiente al ejercicio fiscal que corresponda, en los términos del artículo 41 de la Constitución, para su examen, calificación y demás efectos legales pertinentes, de conformidad con la Ley de Fiscalización Superior del Estado.
- Aprobar los proyectos de contratación de empréstitos que afecten los ingresos de futuras administraciones municipales, los cuales deberán ser enviados a la Legislatura local, directamente o a través del Ejecutivo del Estado, para su autorización; así como dar cumplimiento a las facultades y obligaciones que en materia de disciplina presupuestaria y deuda pública municipal establecen los ordenamientos legales aplicables.
- Vigilar la administración de los bienes de dominio público y privado del Municipio, en los términos que señala esta Ley y otras aplicables.
- Aprobar la creación, fusión o extinción de órganos administrativos desconcentrados, coordinaciones o las entidades paramunicipales a que se refiere esta Ley, necesarias para la consecución del desarrollo y la prestación de los servicios públicos y aprobar a la vez sus Programas Operativos Anuales, así como vigilar su funcionamiento.
- Vigilar la ejecución de las obras y servicios públicos municipales, en los términos de esta Ley, reglamentos y demás leyes aplicables.
- Dividir el territorio municipal para su gobierno interior en Delegaciones, Subdelegaciones, Sectores y Secciones según corresponda, determinando las áreas de cada circunscripción.
- Otorgar, con la aprobación de la Legislatura, a los centros de población, la categoría y denominación política que les corresponda, conforme a esta Ley.
- Solicitar al Ejecutivo del Estado la expropiación de bienes por causa de utilidad pública.
- Municipalizar, mediante el procedimiento respectivo, los servicios públicos que estén a cargo de particulares cuando así lo requieran las necesidades sociales y tenga la capacidad requerida para su administración.
- Otorgar concesiones o contratar la prestación de servicios públicos.
- Designar a los titulares de la Secretaría del Ayuntamiento, Contraloría Municipal, y al Director de Seguridad Pública, a propuesta del Presidente Municipal.
- Intervenir, de acuerdo con las leyes federales y estatales de la materia, en la regularización de la tenencia de la tierra urbana.
- Someter a consulta pública el Plan Municipal de Desarrollo Urbano.
- Publicar el Plan Municipal de Desarrollo Urbano y las declaratorias de provisiones, usos, reservas y destinos de áreas y predios.
- Celebrar convenios de coordinación y asociación para la más eficaz prestación de servicios públicos, con ayuntamientos del Estado o de otro u otros Estados, o con el Ejecutivo del Estado para que éste los preste en forma temporal o coordinadamente con el Ayuntamiento; Para los efectos de lo señalado en esta fracción, tratándose de la asociación de municipios del Estado con municipios de otro u otros Estados, los municipios deberán contar con la aprobación del Congreso del Estado.

## Organización

### El Presidente Municipal
El Presidente Municipal es el órgano ejecutivo, tiene la representación del Ayuntamiento y es el encargado de ejecutar y supervisar los acuerdos de las sesiones de Cabildo del Ayuntamiento.
Para el estudio, planeación y despacho de los diversos asuntos de la Administración Pública Municipal, el Presidente Municipal de Centro se auxilia de las siguientes unidades de apoyo, dependencias, órganos desconcentrados y de los organismos paramunicipales:

#### Administración Pública Centralizada
- Presidencia
  - Secretaría Particular
  - Asistente Ejecutivo
  - Secretaría Técnica
  - Coordinación General de Asesores
  - Coordinación General de Comunicación Social y Relaciones Públicas.
  - Coordinación de Modernización e Innovación.
  - Coordinación de Desarrollo Político.
  - Coordinación de Salud.
  - Coordinación de Transparencia y Acceso a la Información Pública.
- Secretaría del Ayuntamiento
- Dirección de Finanzas
- Dirección de Programación
- Contraloría Municipal
- Dirección de Desarrollo
- Dirección de Fomento Económico y Turismo
- Dirección de Obras, Ordenamiento Territorial y Servicios Municipales
- Dirección de Educación, Cultura y Recreación
- Dirección de Administración
- Dirección de Asuntos Jurídicos
- Dirección de Atención Ciudadana
- Dirección de Atención a las Mujeres
- Dirección de Protección Ambiental y Desarrollo Sustentable
- Coordinación de Protección Civil.

#### Administración Pública Desconcentrada
- Sistema Municipal para el Desarrollo Integral de la Familia.
- Coordinación de Limpia y Recolección de Residuos.
- Sistema de Agua y Saneamiento (SAS)
- Instituto de Planeación y Desarrollo Urbano (IMPLAN).
- Instituto Municipal del Deporte (INMUDEC)
- Coordinación de Promoción y Desarrollo Turístico.
- Instituto de Energía, Agua e Integración de Tecnologías
- Coordinación de Movilidad Sustentable.

### Ayuntamiento
El Ayuntamiento se integra por el cuerpo de regidores. El Ayuntamiento de Centro está integrado por 14 regidores; 11 electos por el principio de mayoría relativa y 3 por el principio de representación proporcional.

#### Comisiones
Para estudiar, examinar y resolver los problemas del Municipio de Centro y vigilar que se ejecuten las disposiciones y acuerdos del Ayuntamiento, se designarán comisiones entre los miembros del ayuntamiento . Estas comisiones son:
- De Gobernación, Seguridad Pública y Tránsito, la cual está presidida por el presidente municipal.
- De Hacienda, presidida por el Primer Síndico.
- De Desarrollo.
- De Obras y Asentamientos Humanos.
- De Educación, Cultura y Recreación.
- De Programación.
- De Administración.
- De Servicios Municipales.
- De Asuntos Indígenas
- De Fomento Económico
- De Participación Social y Atención Ciudadana.
- De Atención a Grupos Vulnerables, Adultos Mayores y Personas con Características Especiales
- De Igualdad de Género

## Ayuntamiento actual (2021-2024)
| Cargo                                   | Nombre                            | Afiliación Política                  |
| --------------------------------------- | --------------------------------- | ------------------------------------ |
| Primera Regidora y Presidenta Municipal | Yolanda Osuna Huerta              | Movimiento Regeneración Nacional     |
| Segundo Regidor y Síndico de Hacienda   | Daniel Cubero Cabrales            | Movimiento Regeneración Nacional     |
| Tercera Regidora                        | Karla Victoria Durán Sánchez      | Movimiento Regeneración Nacional     |
| Cuarta Regidora                         | Tila del Rosario Hernández Javier | Partido Revolucionario Institucional |
| Quinta Regidora                         | Mayra Crysthel Rodríguez Ramos    | Partido de la Revolución Democrática |

## Funcionamiento
El Ayuntamiento celebra sesiones de Cabildo cuantas veces sea necesario y deben realizarse cuando menos una vez al mes. 
Las sesiones son válidas con la asistencia de la mayoría de sus miembros y los acuerdos se toman por mayoría de votos; en caso de empate, el voto de calidad lo tiene el presidente Municipal.
Los acuerdos del Cabildo que afecten el patrimonio inmobiliario municipal y los que autoricen actos o convenios que comprometan al Municipio por un plazo mayor al periodo del Ayuntamiento, deben ser tomados por el voto de las dos terceras partes de los integrantes.